# Exodus (band)
Exodus is een thrashmetalband ontstaan in 1980 in de San Francisco Bay Area in Californië. Exodus heeft geholpen het thrashmetalgenre vorm te geven, maar met de komst van bands als Metallica en Slayer bleef Exodus achter in bekendheid. De band werd en wordt nog steeds als invloed genoemd door jongere bands.

## Historie
Exodus werd in 1979 opgericht door gitaristen Kirk Hammett en Tim Agnello. Al snel sloten drummer/zanger Tom Hunting en zanger Keith Stewart zich bij de band aan. Op dat moment zaten veel leden van de band nog op school. Een reeds personele bezettingen volgden terwijl de band naam voor zichzelf begon te maken met optredens in de underground scene van Californië.
In 1983 verliet Kirk Hammett Exodus om zich aan te sluiten bij Metallica. Gitarist Gary Holt nam hierna de creatieve leiding over binnen de band. In 1983 kristalliseerde de definitieve bezetting van de band zich uit. Naast Gary Holt, Tom Hunting en zanger Paul Baloff voegden ook bassist Rob McKillop en gitarist Rick Hunolt zich bij de band.

### Opkomst en populariteit (1984-1990)
In de zomer van 1984 nam Exodus haar debuutalbum op: Bonded by Blood. Het album werd begin 1985 op de markt gebracht na een reeks financiële tegenvallers. Exodus toerde met Venom en Slayer om het album te promoten, en wist daardoor een groter publiek te bereiken. In 1986 werd zanger Paul Baloff ontslagen vanwege zijn gedragsproblemen als gevolg van drugs en drank. Hij werd begin 1987 vervangen door Steve "Zetro" Souza.
In 1987 nam de band het album Pleasures of the Flesh op. Voortbouwend op de groeiende populariteit die Bonded by Blood had veroorzaakt slaagde Exodus erin om meerdere grote tournees op touw te zetten.
In 1989 volgde het album Fabulous Disaster. De single "Toxic Waltz" zorgde voor een doorbraak in de media. De single werd onder andere op MTV veelvuldig ten gehore gebracht. Het groeiende succes van de albums zorgde ervoor dat Exodus in 1989 een contract kon tekenen bij het grote platenlabel Capitol Records. Via dit nieuwe contract werd in 1989 het album Impact is Imminent opgenomen. Vlak voor het begin van de opnames verliet drummer Tom Hunting echter de band wegens persoonlijke problemen. Hij werd vervangen door John Tempesta.
In 1991 bracht de band haar eerste live-album uit: Good Friendly Violent Fun.

### Force of Habit & hiatus (1991-1992)
In 1991 toerde Exodus met onderbrekingen. Binnen de band namen de spanningen toe. Bassist Rob McKillop werd vervangen door Michael Butler. Met de nieuwe bezetting nam de band in 1992 het album Force of Habit op. Het album toonde stijlveranderingen in het geluid van Exodus. Het snelle gitaarwerk werd vervangen door langzame en zwaardere partijen, en de nummers op het album waren aanzienlijk langer. Problemen achter de schermen zorgden ervoor dat Exodus in de zomer van 1992 uit elkaar viel.
Gitarist Gary Holt en drummer Tom Hunting formeerden in de jaren 90 het project Wardance. Wardance bracht een demo uit van vier nummers en speelde enkele optredens in Californië, maar viel daarna weer uit elkaar.

### Reünie (1997-1998)
In 1997 werd Exodus nieuw leven in geblazen voor een korte tournee. De bezetting van de band bestond uit de gitaristen Gary Holt en Rick Hunolt, drummer Tom Hunting, terugkerend zanger Paul Baloff en Wardance-bassist Jack Gibson. Het live-album Another Lesson in Violence volgde. Een financieel conflict met het platenlabel Century Media zorgde ervoor dat Exodus begin 1998 opnieuw uit elkaar viel voor een tweede hiatus.

### Thrash of the Titans & Tempo of the Damned (2001-2004)
In 2001 kwam Exodus opnieuw bij elkaar in dezelfde bezetting als in 1997 tijdens een benefietconcert voor zanger Chuck Billy van Testament, bij wie de diagnose kanker gesteld was. De band zette door met optredens in Californië. In februari 2002 overleed plotseling zanger Paul Baloff. Oud-zanger Steve "Zetro" Souza werd ingevlogen om de tournee af te ronden. Exodus viel ondanks de dood van Baloff niet uit elkaar en tekende een contract bij Nuclear Blast Records. Via dit contract nam de band in 2004 het album Tempo of the Damned op. Tijdens de opnames van het album werd het nummer "Crime of the Century" (dat verhandelde over de tijd dat Exodus onder contract stond bij Century Media) geblokkeerd wegens mogelijke juridische gevolgen.

### Bezettingswissel & Shovel Headed Kill Machine (2005-2006)
In 2005 onderging Exodus opnieuw een ingrijpende personeelswijziging. Steve Souza verliet de band opnieuw, waardoor er een hevige online rel ontstond met gitarist Gary Holt. Daarna vertrokken ook gitarist Rick Hunolt (die meer tijd door wilde brengen met zijn gezin) en drummer Tom Hunting (die wegens ziekte een stap terug moest doen). Als vervangers werden zanger Rob Dukes, drummer Paul Bostaph (voorheen van Slayer) en gitarist Lee Altus ingevlogen.
Met deze nieuwe bezetting bracht Exodus in 2005 het album Shovel Headed Kill Machine uit. Na het uitbrengen van het album volgde een intensieve toer door Europa, de Verenigde Staten en Australië. Voor Exodus was dit de eerste keer dat zij in Australië optraden.

### Reünie met Tom Hunting & de Exhibit-albums (2007-2013)
In 2007 keerde drummer Tom Hunting terug naar de band. In 2008 volgde het album The Atrocity Exhibition... Exhibit A. Een nieuwe tournee volgde, waarbij Exodus onder andere speelde samen met de bands Kreator en Arch Enemy. In hetzelfde jaar nam Exodus haar debuutalbum Bonded by Blood opnieuw op, maar ditmaal met Rob Dukes aan de microfoon. Dit album kreeg de titel Let There Be Blood mee. Alleen Gary Holt en Tom Hunting behoorden tot dezelfde bezetting die ook het oorspronkelijke album had opgenomen.
In 2010 bracht de band Exhibit B: The Human Condition uit. In 2010 toerde de band samen met Megadeth, die op dat moment het 20-jarig bestaan van haar klassieke album Rust in Peace vierde. In 2011 was Exodus een van de headlines op het Wacken Open Air festival. In februari 2012 organiseerde de band een concert ter nagedachtenis aan overleden oud-zanger Paul Baloff. Tijdens dit concert speelden ook oud-leden als Rick Hunolt, Geoff Andrews en Kirk Hammett met de band mee.

### Reünie met Steve Souza (2013-2015)
In 2013 maakte Exodus bekend dat zanger Rob Dukes de band had verlaten. Dukes beweerde later ontslagen te zijn. Steve Souza keerde voor de derde keer terug naar Exodus. In 2014 nam de band het album Blood In, Blood Out op. Het album bereikte plaats 38 op de Billboard 2000, de hoogste rating die Exodus tot dat moment had gekend. Een omvangrijke tournee volgde, waarin Gary Holt de vervanger werd van gitarist Jeff Hanneman in Slayer. Exodus toerde daarom met invalgitarist Kragen Lum.

### Nieuw album (2016-heden)
Vanaf 2016 speelde Exodus meerdere shows en toerde de band de wereld over. Wegens de verplichtingen van Gary Holt (de primaire schrijver in Exodus) aan Slayer liet een nieuwe plaat echter op zich wachten. De band bleef intussen liveshows spelen en aan nieuwe muziek werken.
Begin 2020 toerde de band in Europa met de bands Testament en Death Angel, vlak voor het begin van de COVID-19-pandemie. Tijdens deze ingekorte tournee kreeg gitarist Gary Holt als een van de eerste muzikanten het COVID-19-virus, waarvan hij weer herstelde. In 2021 verscheen het album Persona Non Grata.

## Personele bezetting
- Steve "Zetro" Souza (zanger) 1986-1993, 2002-2004, 2013-heden
- Gary Holt (gitaar) 1981-1993, 1997-1998, 2001-heden
- Tom Hunting (drummer) 1979-1989, 1997-1998, 2001-2005, 2007-heden
- Lee Altus (gitaar) 2005-heden
- Jack Gibson (basgitaar) 1997-1998, 2001-heden

### Oud leden
- Kirk Hammett (gitarist) 1979-1983
- Tim Agnello (gitarist) 1979-1981
- Rick Hunolt (gitarist) 1983-1993, 1997-1998, 2001-2005
- Paul Baloff (zanger) 1982-1986, 1997-1998, 2001-2002
- Rob Dukes (zanger) 2005-2013
- Rob McKillop (basgitaar) 1983-1991
- John Tempesta (drummer) 1989-1993
- Paul Bostaph (drummer) 2005-2007

## Discografie
- 1985 - Bonded by Blood
- 1987 - Pleasures of the Flesh
- 1988 - Fabulous Disaster
- 1990 - Impact Is Imminent
- 1991 - The Lesson in Violence
- 1992 - Force of Habit
- 1997 - Another Lesson in Violence (live)
- 1998 - Exodus
- 2004 - Tempo of the Damned
- 2005 - Shovel Headed Kill Machine
- 2007 - The Atrocity Exhibition... Exhibit A
- 2008 - Let There Be Blood
- 2010 - Exhibit B; The Human Condition
- 2014 - Blood In, Blood Out
- 2021 - Persona Non Grata